# Rzekuń
Rzekuń – wieś w Polsce położona w województwie mazowieckim, w powiecie ostrołęckim, w gminie Rzekuń.
Miejscowość jest siedzibą gminy Rzekuń.
Rzekuń położony jest w ziemi łomżyńskiej na Mazowszu.

## Historia
W latach 1921–1939 wieś leżała w województwie białostockim, w powiecie łomżyńskim, w gminie Rzekuń.
Według Powszechnego Spisu Ludności z 1921 roku wieś zamieszkiwało 748 osób, 699 było wyznania rzymskokatolickiego, 49 mojżeszowego. Jednocześnie 720 mieszkańców zadeklarowało polską przynależność narodową a 28 żydowską. Było tu 95 budynków mieszkalnych. Miejscowość należała do miejscowej parafii rzymskokatolickiej. Podlegała pod Sąd Grodzki w Ostrołęce i Okręgowy w Łomży; właściwy urząd pocztowy mieścił się w Ostrołęce 2.
W wyniku napaści ZSRR na Polskę we wrześniu 1939 miejscowość znalazła się pod okupacją sowiecką. Od czerwca 1941 roku pod okupacją niemiecką. Od 22 lipca 1941 do 1945 włączona w skład Landkreis Scharfenwiese Regierungsbezirk Zichenau (rejencji ciechanowskiej) III Rzeszy. W latach 1975–1998 miejscowość administracyjnie należała do województwa ostrołęckiego.

## Zabytki
Znajduje się tu duży, zabytkowy kościół w stylu neogotyckim, wzniesiony w latach 1914–1935, projektu Józefa Dziekońskiego. Kościół jest siedzibą parafii Najświętszego Serca Pana Jezusa. 